# Льнянка марокканская
Льня́нка марокка́нская (лат. Linaria maroccana) — однолетнее растение из рода Льнянок. Стебли прямостоячие, высотой 30—35 см; цветы белой, розовой, красной и фиолетовой окраски собраны в кистевидные соцветия. На губе цветка отчётливо видно жёлтое или белое пятно. Вырастают максимальной высотой полметра с вытянутыми листьями 2—4 сантиметра длиной. Декоративное растение. Цветёт с середины июня до сентября. Высаживают на клумбах, балконах и каменистых горках.
Семена имеют длину 0,6—0,8 мм и ширину 0,4—0,5 мм. Форма округло-треугольная или почковидная, с шероховатой матовой поверхностью. Цвет — от тёмно-серого до чёрного. Сохраняют всхожесть до 6 лет. Ростки появляются в течение 8—10 дней после посева.